# Poul Graae
Poul Gomme Graae (Sorø, 20 ottobre 1899 – Frederiksberg, 10 agosto 1976) è stato un calciatore danese.